# Transzendente Zahl
In der Mathematik heißt eine reelle oder komplexe Zahl transzendent, wenn sie nicht Nullstelle eines (vom Nullpolynom verschiedenen) Polynoms mit ganzzahligen Koeffizienten ist. Andernfalls handelt es sich um eine algebraische Zahl. Jede reelle transzendente Zahl ist überdies irrational.
Die wohl bekanntesten transzendenten Zahlen sind die Kreiszahl {\displaystyle \pi } und die Eulersche Zahl {\displaystyle e}.

## Einordnung ohne mathematisches Vorwissen
In der Zahlentheorie (der Wissenschaft, die sich mit den ganzen Zahlen und deren Eigenschaften beschäftigt) ist die Frage von Wichtigkeit, wie natürlich eine Zahl charakterisiert werden kann. Da die ganzen Zahlen {\displaystyle \dotsc ,-3,-2,-1,0,1,2,3,\dotsc } auf besonders natürliche Weise in Erscheinung treten, weil sie unmittelbar mit dem Prozess des Zählens verbunden sind, ist es naheliegend zu fragen, inwiefern eine beliebige Zahl {\displaystyle x} mit diesen in Zusammenhang steht. Gilt zum Beispiel {\displaystyle x=-{\tfrac {4}{5}}}, so ist {\displaystyle x} einfach ein Quotient zweier ganzer Zahlen (eine „Bruchzahl“) – rein algebraisch kann {\displaystyle x} also als Lösung der ganzzahligen Gleichung
{\displaystyle 5x+4=0}
charakterisiert werden. Da in einer solchen Gleichung nur ein simples {\displaystyle x} auftritt, spricht man bei den rationalen Zahlen auch von „Zahlen von Grad 1“. Legt man die Natürlichkeit des Addierens und Multiplizierens zugrunde, ist es konsequent, die Potenzen {\displaystyle x^{2},x^{3},\dotsc } als natürliche (algebraische) Verwandte der ursprünglichen Zahl {\displaystyle x} zu sehen, ebenso Summen und Differenzen sowie Produkte aus diesen Zahlen. Gelingt es uns nun, aus endlich vielen solcher Zahlen die Zahl Null zu kombinieren, ist eine enge Verwandtschaft zu den ganzen Zahlen hergestellt. Beispielsweise gelangen wir mit der Quadratwurzel aus 3, nämlich {\displaystyle x={\sqrt {3}}}, nach endlich vielen elementar algebraischen Schritten zur Null: Wir multiplizieren sie mit sich selbst, erhalten damit {\displaystyle x^{2}=3}, und ziehen vom Ergebnis 3 ab, also {\displaystyle x^{2}-3=0}. Da die Zahl {\displaystyle x} dabei zweimal multipliziert wurde, hat sie höchstens den „Grad 2“ (im Falle von {\displaystyle x={\sqrt {3}}} ist der Grad in der Tat gleich 2, da dies keine rationale Zahl ist).
Bei transzendenten Zahlen handelt es sich um Zahlen, die nach endlich vielen elementaren algebraischen Manipulationen niemals zur Zahl Null gemacht werden können. Daher sind sie aus Sicht der Algebra in gewisser Hinsicht „unsichtbar“. Ein wichtiges Beispiel einer transzendenten Zahl ist die Kreiszahl {\displaystyle \pi =3{,}1415926\dots }. Sie spielt geometrisch eine elementare Rolle, da sie das Verhältnis des Umfangs eines Kreises zu seinem Durchmesser angibt, ist jedoch aus algebraischer Sicht äußerst mysteriös. Eine Anschauung dafür liefert die Idee, dass ein Kreis „unendlich viele Ecken“ hat und sich beim Grenzübergang vom sehr feinen {\displaystyle n}-Eck (alle mit algebraisch „sichtbarem“ Umfang) zum Kreis der Umfang immer weiter im Grad erhöht, um letztendlich „völlig aus der Algebra zu verschwinden“.
Obwohl transzendente Zahlen so ungreifbar sind, sind sie deutlich zahlreicher anzutreffen als algebraische Zahlen. Dies liegt daran, dass die Eigenschaft, algebraisch zu sein, eine sehr erlesene ist und mit weitreichenden Konsequenzen und strukturellen Eigenschaften einhergeht. Der Gedanke, dass andersherum algebraische Zahlen „besonders selten“ sind, liegt daher mehr auf der Hand. Ein subjektiv beobachtetes besonders häufiges Auftreten algebraischer Zahlen lässt sich damit erklären, dass viele Phänomene in Alltag und Wissenschaft auf sehr elementaren und natürlichen Prozessen beruhen. Darüber hinaus werden reelle Zahlen im alltäglichen Gebrauch durch zum Beispiel Runden stark vereinfacht, wobei algebraische Fragen wenn überhaupt nur annähernd beantwortet werden müssen. Da selbst in der algebraischen Zahlentheorie stets auf Grundlage starker Strukturen gearbeitet wird, spielen transzendente Zahlen trotz ihrer „natürlichen Häufigkeit“ in dieser Disziplin nur eine begrenzte Rolle. Fragen rund um transzendente Zahlen, zum Beispiel, ob eine bestimmte Zahl transzendent ist, und Methoden, dies zu ermitteln, sind äußerst schwierig und Gegenstand intensiver mathematischer Forschung.

## Definition
Eine komplexe Zahl {\displaystyle b} heißt transzendent, wenn sie keine algebraische Zahl ist, wenn also kein Polynom
{\displaystyle p(x)=a_{n}x^{n}+a_{n-1}x^{n-1}+a_{n-2}x^{n-2}+\dotsb +a_{1}x+a_{0}\qquad (n\geq 1,\,a_{0},\dotsc ,a_{n}\in \mathbb {Z} ,a_{n}\neq 0)}
existiert mit {\displaystyle p(b)=0}.

## Geschichtliche Entwicklung des Transzendenzbegriffs

### Entdeckung des Konzeptes
Die Vorstellung der mathematischen Transzendenz kam im Laufe des 18. Jahrhunderts ganz allmählich in den Überlegungen großer Mathematiker wie Gottfried Wilhelm Leibniz (omnem rationem transcendunt, lat.: Sie sind jenseits aller Vernunft) und Leonhard Euler auf, die zwar keine strenge Definition dieses Begriffs besaßen, sich aber trotzdem sicher waren, dass es solche mathematisch „schwer fassbaren“ Zahlen geben müsse, von denen Euler schrieb, sie „überschreiten […] die Wirksamkeit algebraischer Methoden“.
1748 behauptete Euler in seinem Lehrbuch Introductio in Analysin Infinitorum sogar, dass bei positivem rationalem {\displaystyle a\neq 1} und natürlichem {\displaystyle b}, das keine Quadratzahl ist, die Zahl {\displaystyle a^{\sqrt {b}}} nicht rational ist, aber auch „nicht mehr irrational“ sei (wobei er unter „irrationale Zahlen“ den heute algebraische Zahlen genannten Zahlenbereich verstand).
Tatsächlich wurde diese Transzendenzvermutung 1934 als Spezialfall eines Resultats des russischen Mathematikers Alexander Ossipowitsch Gelfond sowie des deutschen Mathematikers Theodor Schneider in ihrer Richtigkeit bestätigt.
Ihre Beweise unterscheiden sich in wesentlichen Punkten.

### Erste Konstruktionen transzendenter Zahlen
Joseph Liouville konnte 1844 als Erster die Existenz transzendenter Zahlen beweisen und mittels seiner konstruktiven Beweismethode explizite Beispiele liefern.
In seiner Arbeit konnte er zeigen, dass es für jede algebraische Zahl {\displaystyle x} vom Grad {\displaystyle n\geq 2} eine Konstante {\displaystyle c>0} gibt, sodass für jede rationale Approximation {\displaystyle p/q}:
{\displaystyle \left|x-{\frac {p}{q}}\right|>{\frac {c}{q^{n}}}}
gilt (Satz von Liouville). Das lässt sich so interpretieren, dass irrationale algebraische Zahlen nicht sehr gut durch rationale Zahlen approximiert werden können. Falls reelle Zahlen besser als nach diesem Satz durch rationale Zahlen approximierbar sind (Liouvillesche Zahlen), müssen sie transzendent sein. Daraus folgt zum Beispiel, dass die Liouville-Konstante
{\displaystyle L=\sum _{k=1}^{\infty }10^{-k!}=0{,}110001000000000000000001000\dots }
transzendent ist.
Siehe Beweis des Approximationssatz von Liouville im Beweisarchiv.

### Beweis der Überabzählbarkeit durch Georg Cantor
Im Jahr 1874 konnte Georg Cantor nicht nur abermals die Existenz von transzendenten Zahlen beweisen, sondern sogar zeigen, dass es „mehr“ transzendente als algebraische Zahlen gibt.
Im Gegensatz zu Liouville verwendete Cantors Existenzbeweis für transzendente Zahlen keine zahlentheoretischen Eigenschaften der algebraischen Zahlen, sondern ist (aus heutiger Sicht) rein mengentheoretischer Natur.
Die mathematisch exakte Formulierung des Begriffs ‚mehr‘ war aber sicherlich das wichtigste Ergebnis von Cantors Arbeit, weil es das Wissen über das reelle Zahlensystem revolutionär vertiefte.
Allerdings konnten sich seine neuartigen Ideen gegen einflussreiche konservative Kritiker wie Leopold Kronecker lange Zeit nicht durchsetzen.
Cantor bewies, dass die Menge der algebraischen reellen Zahlen (in moderner Sprechweise) abzählbar ist, während die Menge aller reellen Zahlen überabzählbar (unendlich, aber nicht abzählbar) ist.
Daraus folgt auch leicht, dass die Menge aller transzendenten Zahlen gleichmächtig mit der Menge aller reellen Zahlen (insbesondere: ebenfalls überabzählbar) ist.

## Überabzählbarkeit
Die Menge {\displaystyle \mathbb {T} \subset \mathbb {C} } der transzendenten Zahlen ist überabzählbar. Das bedeutet, dass es nicht möglich ist, durch „Abzählen“ von transzendenten Zahlen, etwa in der Form {\displaystyle z_{1},z_{2},z_{3},\dotsc } eine vollständige Liste anzufertigen, auch wenn diese unendlich lang ist. Ein Beweis kann indirekt über die Abzählbarkeit der algebraischen Zahlen (für die also eine solche Liste existiert) und die Überabzählbarkeit der Menge aller komplexen Zahlen gegeben werden.
Für die Abzählbarkeit der algebraischen Zahlen hilft die Vorstellung, dass sich eine zählbare Auflistung von Listen wieder als eine zählbare Liste herausstellt. Vereinigt man gedanklich also die Listen {\displaystyle a_{1},a_{2},a_{3},\dotsc } und {\displaystyle b_{1},b_{2},b_{3},\dotsc } usw. wird die resultierende Liste wieder eine Abzählung sein. Dies erklärt, warum es eine Abzählung aller Polynome mit ganzen Koeffizienten gibt, da diese in der Form
{\displaystyle \bigoplus _{n=0}^{\infty }\mathbb {Z} x^{n}}
gegeben sind. Ist die Liste der Polynome jedoch abzählbar, so ist es auch die Liste von deren (stets höchstens endlich vielen) Lösungen.
Dieser Sachverhalt kann mengensprachlich wie folgt formuliert werden:
Wenn {\displaystyle \mathbb {T} } die Menge der transzendenten Zahlen und {\displaystyle \mathbb {R} } die Menge der reellen Zahlen bezeichnet, dann gilt:
{\displaystyle {\hbox{card}}\,\mathbb {T} ={\hbox{card}}\,\mathbb {R} =2^{\aleph _{0}}}
Hierbei ist {\displaystyle 2^{\aleph _{0}}} das mengentheoretische Symbol für die Mächtigkeit von {\displaystyle \mathbb {R} }; {\displaystyle {\aleph _{0}}} (sprich „Aleph null“) ist das mengentheoretische Symbol für die Mächtigkeit einer abzählbar unendlichen Menge, insbesondere der Menge {\displaystyle \mathbb {N} } der natürlichen Zahlen.

## Six Exponentials Theorem
Das Six Exponentials Theorem trifft die folgende Aussage: Sind {\displaystyle x_{1},x_{2}} zwei über {\displaystyle \mathbb {Q} } linear unabhängige komplexe Zahlen, und {\displaystyle y_{1},y_{2},y_{3}} drei über {\displaystyle \mathbb {Q} } linear unabhängige komplexe Zahlen, so ist mindestens eine der sechs Zahlen {\displaystyle \mathrm {e} ^{x_{m}y_{n}}} mit {\displaystyle 1\leq m\leq 2} und {\displaystyle 1\leq n\leq 3} transzendent. Es kann damit zum Beispiel gezeigt werden, dass mindestens eine der Zahlen {\displaystyle 2^{\pi },3^{\pi },5^{\pi }} transzendent ist.
Der Satz stammt von Serge Lang und Kanakanahalli Ramachandra, wobei Carl Ludwig Siegel und Theodor Schneider Vorarbeiten geleistet hatten.

## Vermutung von Schanuel
Eine der weitestreichenden Vermutungen in der Theorie transzendenter Zahlen ist die sog. Vermutung von Schanuel. Diese besagt: Sind {\displaystyle \alpha _{1},\alpha _{2},\dotsc ,\alpha _{n}} komplexe Zahlen, die linear unabhängig über {\displaystyle \mathbb {Q} } sind, so ist der Transzendenzgrad des Körpers
{\displaystyle K=\mathbb {Q} (\alpha _{1},\alpha _{2},\dotsc ,\alpha _{n},\mathrm {e} ^{\alpha _{1}},\dotsc ,\mathrm {e} ^{\alpha _{n}})}
mindestens {\displaystyle n}. Dies bedeutet, dass es mindestens {\displaystyle n} Zahlen {\displaystyle a_{1},\dotsc ,a_{n}} in {\displaystyle K} geben müsste, sodass für ein Polynom {\displaystyle f} mit {\displaystyle n} Variablen und rationalen Koeffizienten gilt: Aus {\displaystyle f(a_{1},\dotsc ,a_{n})=0} folgt bereits, dass {\displaystyle f} die konstante Nullfunktion sein muss.

## Elliptische Funktionen und Modulformen

### Die Weierstraßsche ℘-Funktion
Die {\displaystyle \wp }-Funktion von Weierstraß über einem Gitter {\displaystyle L} ist eine elliptische (d. h. doppeltperiodische meromorphe) Funktion, also {\displaystyle \wp (z+\lambda )=\wp (z)} für jedes {\displaystyle \lambda \in L}, die der Differentialgleichung
{\displaystyle (\wp ')^{2}=4\wp ^{3}-g_{2}(L)\wp -g_{3}(L)}
genügt. Sind nun die zu dem Gitter zugehörigen Eisensteinreihen {\displaystyle g_{2}(L),g_{3}(L)} (zwei komplexe Zahlen) beide algebraisch, so ist für jede algebraische Zahl {\displaystyle \alpha \notin L} der Wert {\displaystyle \wp (\alpha )} transzendent. Dies hat wichtige Konsequenzen für die nicht-trivialen Perioden zu elliptischen Kurven: Nichtverschwindende Perioden jeder elliptischen Kurve {\displaystyle y^{2}=4x^{3}-g_{2}x-g_{3}} mit algebraischen {\displaystyle g_{2}} und {\displaystyle g_{3}} sind notwendigerweise transzendent.
Weiter kann gezeigt werden, dass, falls {\displaystyle g_{2}(L)} und {\displaystyle g_{3}(L)} algebraisch sind und {\displaystyle z_{0}} irgendeine komplexe Zahl ist, die kein Pol von {\displaystyle \wp } ist, mindestens eine der beiden Zahlen {\displaystyle \mathrm {e} ^{z_{0}}} und {\displaystyle \wp (z_{0})} transzendent ist.

### Diej-Invariante
Im Falle der {\displaystyle j}-Invarianten ist durch einen Satz von Schneider bekannt, dass für algebraische Zahlen {\displaystyle z} der Funktionswert {\displaystyle j(z)} genau dann algebraisch ist, wenn {\displaystyle z} ein sogenannter CM-Punkt ist (dabei steht CM für complex multiplication). Dies bedeutet erst einmal nur, dass {\displaystyle z} eine quadratische Gleichung {\displaystyle Aw^{2}+Bw+C=0} löst. Beispielsweise ist
{\displaystyle j\left({\frac {1+\mathrm {i} {\sqrt {67}}}{2}}\right)=-147\ 197\ 952\ 000}
sogar eine ganze Zahl.

## Transzendenzbeweise voneund π
Die ursprünglichen Beweise der Transzendenz von {\displaystyle e} und {\displaystyle \pi } stammen von Charles Hermite bzw. von Ferdinand von Lindemann. Die Beweise sind allerdings nur sehr schwer nachzuvollziehen. Im Laufe der Zeit gab es aber immer wieder Vereinfachungen dieser Beweise. Einen sehr „eleganten“ Beweis veröffentlichte der berühmte Mathematiker David Hilbert (1862–1943) im Jahre 1893 in seinem Aufsatz „Über die Transcendenz der Zahlen {\displaystyle e} und {\displaystyle \pi }“.
Siehe Beweis der Transzendenz von {\displaystyle e} und {\displaystyle \pi } im Beweisarchiv.

## Beispiele für transzendente Zahlen
- {\displaystyle \pi =3{,}1415926535897932384626433832795\ldots }

Aus der Transzendenz von {\displaystyle \pi }, die von Carl Louis Ferdinand von Lindemann 1882 bewiesen wurde, folgt die Unlösbarkeit der Quadratur des Kreises mittels Zirkel und Lineal.
- {\displaystyle e=2{,}7182818284590452353602874713526\ldots },

die Eulersche Zahl, deren Transzendenz 1873 von Charles Hermite bewiesen werden konnte.
- {\displaystyle e^{a}} für algebraisches {\displaystyle a\neq 0}. Siehe auch Satz von Lindemann-Weierstraß.
- {\displaystyle 2^{\sqrt {2}}}. Allgemeiner konnten Alexander Gelfond und Theodor Schneider 1934 unabhängig voneinander mit verschiedenen Methoden zeigen: Ist {\displaystyle 0\neq a\neq 1}, {\displaystyle a} algebraisch, {\displaystyle b} algebraisch und irrational, dann ist {\displaystyle a^{b}} eine transzendente Zahl. Dies ist eine Teillösung von Hilberts siebtem Problem. Für transzendente {\displaystyle b} gilt dieser Satz offensichtlich nicht, da z. B. {\displaystyle 3^{\log _{3}2}=2} ist (siehe auch Satz von Gelfond-Schneider).
- Liouvillesche Zahlen, insbesondere die oben bereits erwähnte Liouvillesche Konstante:

{\displaystyle L=\sum _{k=1}^{\infty }{\frac {1}{10^{k!}}}={\frac {1}{10^{1}}}+{\frac {1}{10^{2}}}+{\frac {1}{10^{6}}}+{\frac {1}{10^{24}}}+\dotsb =0{,}11000{\text{ }}10000{\text{ }}00000{\text{ }}00000{\text{ }}00010{\text{ }}\ldots {\text{ }}} (Folge A012245 in OEIS)
Liouvillsche Zahlen ergeben sich durch die Konstruktionen mit besseren rationalen Approximationen an irreale Zahlen als durch den Satz von Liouville gegeben. Ebenso ergeben sich Beispiele aus der Verschärfung des Satzes von Liouville im Satz von Thue-Siegel-Roth.
- Der Sinus {\displaystyle \sin(a)} einer algebraischen Zahl {\displaystyle a\neq 0} (siehe wieder Satz von Lindemann-Weierstraß).
- Der Logarithmus {\displaystyle \ln(a)} einer rationalen positiven Zahl {\displaystyle a\neq 1}.
- {\displaystyle \Gamma ({\tfrac {1}{3}})} und {\displaystyle \Gamma ({\tfrac {1}{4}})} (siehe Gammafunktion)
- {\displaystyle \textstyle \sum _{k=0}^{\infty }10^{-\lfloor \beta ^{k}\rfloor }}, {\displaystyle \beta >1}. Die Klammer {\displaystyle \lfloor \cdot \rfloor } ist hierbei die Gaußklammer.
- Die Champernowne-Zahl {\displaystyle \tau =0{,}123456789101112131415\dots }, gebildet durch Aneinanderfügen der natürlichen Zahlen im Dezimalsystem, und ähnlich gebildete Zahlen in Stellenwertsystemen auf anderer Basis als 10 (Kurt Mahler 1946).

## Verallgemeinerung
Im Kontext allgemeiner Körpererweiterungen {\displaystyle L/K} betrachtet man ebenfalls Elemente in {\displaystyle L}, die algebraisch oder transzendent über {\displaystyle K} sind. Siehe dazu Algebraisches Element.